# Dreaming (MAY'Sのアルバム)
『Dreaming』（ドリーミング）は、MAY'Sのメジャー1枚目のオリジナルフルアルバム。2009年1月14日発売。

## 概要
- 2006年9月インディーズで発売した『Beginning』の後、コラボレーションユニットNATURAL8名義の『GOLDEN SHUFFLE』、『GOLDEN SHUFFLE2』やCLIFF EDGE & MAY'S名義での『Dear...』を経て約2年ぶりのオリジナルアルバムとなった。
- 先行シングル「My Everything」、「Daydream」、「KISS 〜恋におちて...冬〜」に加え、シングルのカップリング曲「Teddy's Story」、「LOVE SONG 〜今なら言えるよ〜」（NATURAL8のセルフリメイク）、「梢」が収録されている。シングル・アルバム含め初のオリコントップ10入り。
- 初回限定盤にはMAY'Sとしては初めてDVDが付属する。シングル3曲のビデオクリップを収録。また、Wonder GOOでは購入特典として時計が付属してきた。TSUTAYAやHMVではオリジナルポスターが付属された。
- 北海道文化放送・FNS系列8局ネットの『UHB杯ジャンプ大会』（2009年1月24日放送）で、アルバム収録曲「Sparkling Girl」がエンディングテーマとして使用された。
- 2009年3月から東名阪ツアーを開催。アルバム購入者はツアーの追加公演の特別先行予約が可能となる特典がある。

## 参加アーティスト (曲順)
- CLIFF EDGE
- Jam (faith)
- DJ WATARAI
- Clench & Blistah
- EIGO (three NATION)
- ZANE (three NATION)
- TWO-K (FAR EAST RHYMERS)

## 収録曲

### CD
1. KISS 〜恋におちて...冬〜 (4:08)
(作詞：片桐舞子 / 作曲・編曲：NAUGHTY BO-Z)
3rdシングル。「Winter Sports Festa Season8」のテーマソングであり、それに伴い書き下ろしたものである。日本テレビ系「音楽戦士 MUSIC FIGHTER」のPOWER PLAYとして使われ同番組の新人戦士のコーナーにも出演。MAY'Sとして全国ネットのテレビ番組に初出演を果たした。また、『Dreaming』発売後にフジテレビ系「志村屋です」・「なべあちっ!」のエンディングテーマにも起用された。
2. LOVE SONG 〜今なら言えるよ〜 (4:33)
(作詞：片桐舞子 / 作曲・編曲：NAUGHTY BO-Z)
2ndシングル「Daydream」のカップリング[2]。MAY'S参加するコラボレーションユニットNATURAL8のアルバム『GOLDEN SHUFFLE』収録の「LOVE SONG」を女性視点にリメイク。
3. DESTINY 〜for Dear...〜 feat. CLIFF EDGE (3:29)
(作詞：片桐舞子, JUN, SHIN / 作曲・編曲：NAUGHTY BO-Z)
CLIFF EDGE & MAY'S名義でリリースした「Dear...」の続編。「Dear...」の1年後を描いている。
4. THANK♥YOU feat. Jam (faith)
(作詞・作曲：片桐舞子, Jam (faith) / 編曲：Jam (faith))
初の女性フィーチャリングの楽曲。
5. Teddy's Story (4:38)
(作詞：片桐舞子 / 作曲・編曲：NAUGHTY BO-Z)
1stシングル「My Everything」のカップリング。クマのぬいぐるみをモチーフにした楽曲[3]。
6. Diggin' Diggin' Diggin' (4:27)
(作詞：片桐舞子 / 作曲・編曲：NAUGHTY BO-Z)
MAY'Sが十八番とするニュージャックスウィングを基調とした楽曲。CD封入ブックレットに誤りがあり、作詞が片桐舞子, JUN, SHINとなっているが、正しくは片桐舞子のみである。
7. NEW WORLD feat. DJ WATARAI (3:31)
(作詞：片桐舞子 / 作曲・編曲：DJ WATARAI)
8. The Source feat. Clench & Blistah, EIGO, ZANE, TWO-K (4:35)
(作詞：片桐舞子, Clench, Mr.Blistah, EIGO, ZANE, TWO-K / 作曲・編曲：NAUGHTY BO-Z)
9. Daydream (4:51)
(作詞：片桐舞子 / 作曲・編曲：NAUGHTY BO-Z)
2ndシングル。三味線に木乃下真市が参加。尺八、お囃子に片桐舞子の実の両親である片桐栄山・京華が参加。共にビデオクリップにも出演[4]。TBS系「恋するハニカミ!」エンディングテーマ。
10. take a brake (Interlude) (0:41)
(作曲・編曲：NAUGHTY BO-Z)
11. 梢 (4:38)
(作詞：片桐舞子 / 作曲・編曲：NAUGHTY BO-Z)
3rdシングル「KISS 〜恋におちて...冬〜」のカップリング。インディーズ時代からライブ会場のみで歌い続けてきたバラード。タイトルの梢は片桐舞子の親友の名前である。歌詞は男性目線で書かれており、タイトルである梢に向けて書かれている。片桐舞子は「親友の名前が○○子みたいじゃなくてよかった。」とインタビューなどで語っている。
12. My Everything (4:50)
(作詞：片桐舞子 / 作曲・編曲：NAUGHTY BO-Z)
1stシングル。テレビ朝日系テレビ「ビートたけしのTVタックル」エンディングテーマ。
13. Sparkling Girl (3:30)
(作詞：片桐舞子 / 作曲・編曲：NAUGHTY BO-Z)
北海道文化放送・FNS系列8局ネット「UHB杯ジャンプ大会」エンディングテーマ。
14. Dreaming of you (Interlude) (0:58)
(作曲・編曲：NAUGHTY BO-Z)
15. さよなら、ありがとう。 (4:08)
(作詞：片桐舞子 / 作曲・編曲：NAUGHTY BO-Z)
メジャーデビュー以降初の失恋ソング。
16. Brave Heart (4:19)
(作詞：片桐舞子 / 作曲・編曲：NAUGHTY BO-Z)
重病の治療による副作用に苦しむファンの一人に向けて作られた楽曲。病気を克服し、ライブ会場に現れた姿を見て感動したメンバーが急遽製作を決意し、アルバムに収録。

### DVD（初回盤のみ）
1. My Everything
2. Daydream
3. KISS 〜恋におちて...冬〜